# Szent Nesztor

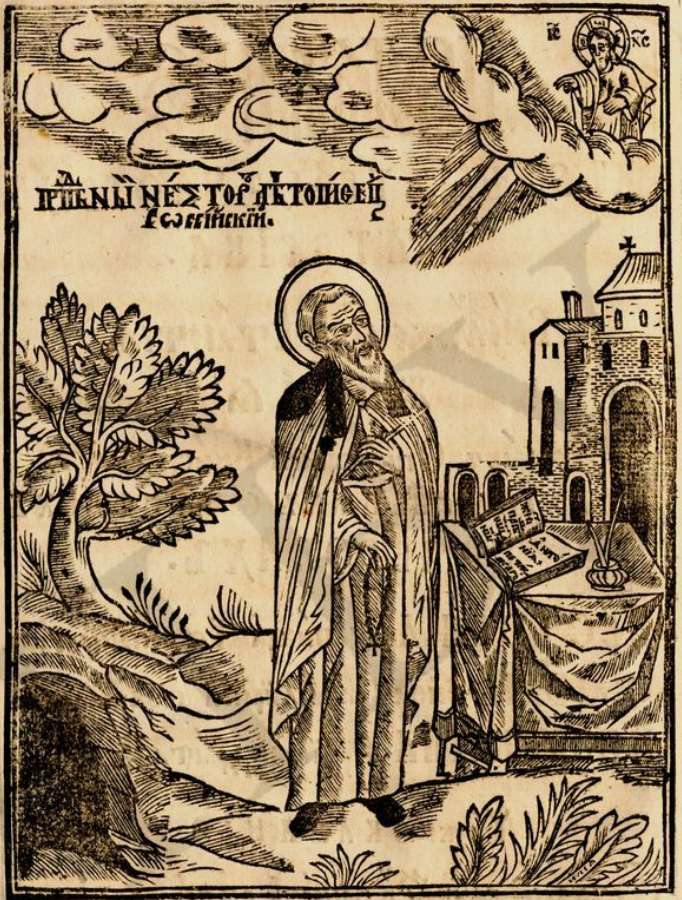
Szent Nyesztor, 1661

Szent Nesztor (1056 körül – 1114 körül) pecserszki (Kijev) szerzetes. A legrégibb fennmaradt keleti szláv évkönyv, a Régmúlt idők elbeszélése szerzője.

## Művei
- Elmúlt idők krónikája (Повесть временных лет; „Poveszty vremennih let“), Kijev 1110 körül
- Zsityije Feodoszija Pecserszkogo
- Cstyenyije o Borisze i Glebe

## Emlékezete
Ukrajnában minden év október 27. Szent Nesztor emléknapja.

## Magyarul
- Régmúlt idők elbeszélése. A Kijevi Rusz első krónikája; ford. Ferincz István; Balassi Kiadó, Bp., 2015 (Magyar Őstörténeti Könyvtár), ISBN 9789635069705, 400 p.